# El águila en el desierto
El águila en el desierto (Título original: The Eagle in the Sand) es el séptimo libro de la serie Águila, de Simon Scarrow. Esta saga narra las peripecias de dos centuriones, Cato y Macro, en las legiones del Imperio Romano a mediados del siglo I d. C.

## Argumento
Los centuriones Cato y Macro reciben nuevas órdenes del secretario imperial Narciso: deberán desplazarse a la frontera oriental del imperio, a la provincia de Judea, donde Macro tomará el mando como prefecto de la Segunda Cohorte auxiliar iliria en el fuerte de Bushir.
Aunque la verdadera misión de los dos legionarios consistirá en averiguar hasta qué punto se encuentran Los Libertadores (sociedad secreta contraria al emperador Claudio) detrás de las sublevaciones judías que amenazan con desestabilizar la zona; y el grado de implicación del gobernador de Siria, Casio Longino, en tales hechos.
Una vez en Judea los dos centuriones serán testigos de la hostilidad del territorio; del fanatismo religioso de los nativos y de la corrupción generalizada entre los oficiales romanos, especialmente del centurión Póstumo (uno de los hombres de confianza de Longino). Así como del apoyo del Imperio Parto a los rebeldes judíos contra los romanos.
Pero también entrarán en contacto con un guía autóctono, Simeon, y con los miembros de una nueva religión: los seguidores de Yehoshua, un líder judío crucificado años antes por los romanos. Hombres y mujeres comandados por Miriam, la madre de Yehoshua, que abogan por el perdón y la paz entre los diferentes pueblos.

## Escenario
El escenario declarado por una nota del autor en el libro para la acción es el fuerte romano de Alcázar Basir, el cual, en realidad, no fue construido antes de finales del siglo III.